# 24 -TWENTY FOUR- (第1シーズン)
テレビドラマシリーズ『24 -TWENTY FOUR-』（24）の第1シーズンは、アメリカ合衆国では2001年11月6日から2002年5月21日に放送された。シーズンではカリフォルニア州大統領予備選挙の1日を午前0時から描かれる。

## シーズン概要
第1シーズンでは架空のアメリカ合衆国大統領予備選挙の1日が描かれる。
シーズンのメインプロットはカリフォルニア州の予備選挙の日、民主党の大統領候補を争うメリーランド州出身のデイビッド・パーマー上院議員の暗殺未遂事件が中心となる。主人公は元デルタフォースでテロ対策ユニット（CTU）のロサンゼルス支局の捜査官ジャック・バウアーである。バウアーは暗殺計画の黒幕たちが自身の妻のテリーと娘のキムを誘拐したことで、事件に個人的にも関与してゆく。
シーズンは以下のような三幕構成となっている:
1. 第一幕では、傭兵グループがジャック・バウアーの妻と娘を誘拐することによって彼にパーマー議員の殺害を強要させる。これは最終的にジャックが家族を救出することで一段落となる。
2. 第二幕では、第二の暗殺者との攻防となる。CTUはテロリストを追い、ジャックは自分と議員が標的にされている理由を知る。
3. 最終幕では、一連の事件の黒幕が明らかとなり、彼はジャックと議員を排除するための最後の計画に移る

フォックスは当初13話までしか発注していなかったが、序盤の好評を受け、フルシーズンの製作を決定した。

### 主なサブプロット
シーズンでは5人のメインキャラクターであるジャック・バウアー、テリー・バウアー、ニーナ・マイヤーズ、キンバリー・バウアー、デイビッド・パーマーの他、悪役のマンディ（最初の3時間のみ）やアイラ・ゲインズ、ビクター・ドレーゼンの視点から描かれる。現在進行中の出来事と5人のキャラクターの関係から成る1日のシチュエーションは、以下のようなサブプロットを形成する。
- CTUの内通者により暗殺計画阻止任務が妨害される。
- ジャックとテリーは6ヶ月に及ぶ別居の後に復縁し、バウアー家は関係修復中である。
- ジャックは同僚のニーナ・マイヤーズとトニー・アルメイダと複雑な関係にある。ニーナは現在トニーと交際し、それ以前は別居中のジャックと関係を持っていた。
- パーマー議員は娘が7年前に強姦された際に息子がその犯人を殺害したことを知り、それを巡って苦悩する。
- キムは自分を誘拐するために雇われたリック・アレンに好意を抱く。
- テリーはこの1日の出来事によるストレスで個人的問題を抱える。
- シェリー・パーマーは夫に嘘を吐いて対立し、デイビッドは彼女が政治的野心の実現のために結婚したのだと理解する。
- ジャックはパーマーと妻子、どちらを守るかを迫られて苦悩する。

### あらすじ
第1シーズンは午前00:00で始まって終わる。第1シーズンの前半はデイビッド・パーマー大統領候補を暗殺しようとするアイラ・ゲインズ率いるテロ組織との攻防が中心となる。彼らはジャック・バウアーの妻と娘を誘拐し、彼を脅してパーマーを暗殺させようとする。ジャックは最終的に妻と娘を奪還する過程でゲインズ一味を倒すが、そこで彼らを操っていた第二のテロリスト集団の情報につながる。第二の集団はこの日の事件の黒幕であるアンドレとアレクシス・ドレーゼンが首謀者である。
この日から二年前、ジャック・バウアーはデイビッド・パーマー率いる委員会の極秘決定により、スロボダン・ミロシェヴィッチの「影」であるビクター・ドレーゼンを暗殺するためにチームでコソボに派遣されていた。このナイトフォール作戦の秘密性を保持するため、委員会と工作員チームは互いの素性が隠されており、したがってパーマーとバウアーも互いを知らなかった。ドレーゼン兄弟はパーマーとバウアーが父を攻撃して妹と母を巻き込んで死なせたことを知り、パーマーを暗殺してバウアーにその罪を着せて投獄に追いやり、さらにその家族を殺害するというこの日の復讐計画を練ったのであった。
最後の数話で、ナイトフォール作戦でバウアーのチームが暗殺した人物はドレーゼンの影武者であったことが判明する。本物のビクター・ドレーゼンはアメリカ合衆国政府の非公式の囚人として捕らえられており、ドレーゼン一味の真の目的は彼を解放することであった。
ビクターを奪還したドレーゼン一味がバウアーの娘のキムを再び攫って彼に再度パーマーを暗殺させようとすると、バウアーはパーマー死亡の偽情報を流す。キムは自力で脱出し、またドレーゼンはパーマーは未だ生存していることを知る。ビクターはCTU内通者のニーナ・マイヤーズにキムの死体が沿岸警備隊によって発見されたという嘘をジャック伝えて誘き寄せるように命じる。マイヤーズはもしもドレーゼンたちがジャックの殺害に失敗した場合、自分が内通者であることが露呈することを危惧しつつもジャックに嘘情報を教えた。
ドレーゼンたちの作戦は裏目に出てしまい、ジャックは彼らのアジトとなっている港に突撃して全滅させる。その後ジャックは沿岸警備隊に娘の亡骸を引き渡すように頼むが、警備隊員は死体は発見されていないと言われ、ニーナが内通者であると確信する。バウアーはジョージ・メイソンに連絡してマイヤーズの拘留を頼むが、その間に彼女は自分に不利となる情報をCTUのコンピュータから消去し、逃亡の準備を始めていた。CTUで保護されていたテリーはマイヤーズが内通者であったことに気付くと、マイヤーズはテリーを椅子に縛り付ける。マイヤーズは逃亡しようとするが、直前の所でCTUに戻ってきたバウアーによって妨害され、逮捕される。その後ジャックは胸に銃弾を受けて息絶えているテリーの姿を発見する。シーズンはテリーを抱きかかえて謝罪し続けるジャックの姿で幕を閉じる。
テリーの死という結末で終わった第1シーズンであったが、製作側は生存する結末も撮影しており、そちらはDVDボックスに特典として収録された。

### シリーズのタイムフレーム
第1シーズンが何年の話なのかは述べられないが、後のシーズンで「ナイトフォール作戦」は1999年の出来事であると描かれる。第1シーズンでナイトフォール作戦はちょうど2年前のことであることが語られており、したがって同シーズンは放送年と同じ2001年であることが推測できる。しかしながらCTUのアレクシス・ドレーゼンのファイルでは彼の誕生日は1967年1月であり、シークレットサービスのファイルには35歳と記載されているため、第1シーズンは2002年の設定であることが覗える。脚本家たちは『24 -TWENTY FOUR-』の時期設定は「永遠に続く今」であると述べており、正確な日付と年は不確定となっている。

### 後のシーズンに影響する設定
- テリー・バウアーの死。
- ジャックとデイビッド・パーマーの間に信頼関係が築かれる。
- ジャックとトニー・アルメイダの間に信頼関係が築かれる。
- ジャックとキム・バウアーの親子関係が揺らぐ。
- デイビッドとシェリー・パーマーの関係が拗れる。
- この日以前にジャックがCTUエージェントの横領を告発したことが彼と他のエージェントの間に亀裂を生む。
- ジョージ・メイソンがCTU長官となる。
- ニーナ・マイヤーズが内通者であることが明らかとなる。
- ナイトフォール作戦とその余波がドレーゼン一家以外にも伝わる。

## キャスト

### メイン
- ジャック・バウアー - キーファー・サザーランド（計24話）
- テリー・バウアー - レスリー・ホープ（計24話）
- ニーナ・マイヤーズ - サラ・クラーク（計24話）
- キム・バウアー - エリシャ・カスバート（計24話）
- デイビッド・パーマー上院議員 - デニス・ヘイスバート（計24話）

### スペシャルゲスト
- トニー・アルメイダ - カルロス・バーナード（計23話）
- シェリー・パーマー - ペニー・ジョンソン・ジェラルド（計22話）
- ケビン・キャロル - リチャード・バージ（計11話）
- ビクター・ドレーゼン - デニス・ホッパー（計5話）
- マーク・デサルボ - ルー・ダイアモンド・フィリップス（計2話）

### ゲスト
- リック・アレン - ダニエル・ベス（英語版）（計18話）
- アンドレ・ドレーゼン - ジェリコ・イヴァネク（計15話）
- ジョージ・メイソン - ザンダー・バークレー（計12話）
- アイラ・ゲインズ - マイケル・マッシー（計12話）
- キース・パーマー - ヴィセラス・シャノン（英語版）（計12話）
- マイク・ノヴィック - ジュード・チコレッラ（計11話）
- ジェイミー・ファレル - カリーナ・アロヤヴ（英語版）（計10話）
- カール・ウェブ - ザック・グルニエ（計9話）
- アーロン・ピアース - グレン・モーシャワー（計9話）
- パティ・ブルックス - ターニャ・ライト（英語版）（計9話）
- マイロ・プレスマン - エリック・バルフォー（計8話）
- アレクシス・ドレーゼン - ミーシャ・コリンズ（計7話）
- ダン・マウンツ - マシュー・キャリー（英語版）（計6話）
- ニコール・パーマー - メガリン・エキカンウォーク（英語版）（計6話）
- ジャネット・ヨーク - ジャッキー・マックスウェル（英語版）（計6話）
- イーライ・ストラム - サイラス・ウィアー・ミッチェル（計6話）
- メラニー - ナヴィ・ラワット（計6話）
- アルバータ・グリーン - タマラ・チュニー（英語版）（計6話）
- ジョナサン・マティジェヴィッチ/マーティン・ベルキン - ルドルフ・マーティン（計5話）
- ヴィンセント・アンゲル - フィル・パースロー（計4話）
- ヨハン・ミョビック - アンリ・ルバッティ（英語版）（計4話）
- モーリーン・キングスレー - デヴィカ・パリク（英語版）（計4話）
- エリザベス・ナッシュ - カーラ・ゼディカー（英語版）（計4話）
- フランク・アラード - エドアルド・バレリーニ（英語版）（計3話）
- マンディ - ミア・カーシュナー（計3話）
- ライアン・シャペル - ポール・シュルツ（計3話）
- テッド・コフェル - カリー・グレアム（英語版）（計2話）
- グレッグ・ペンティコフ - ジョン・ホークス（計2話）
- ブリジット - キム・マーフィ（英語版）（計2話）
- リチャード・ウォルシュ - マイケル・オニール（計2話）
- ロバート・エリス - ウェイド・ウィリアムズ（計2話）

## エピソード
| 通算 話数 | シーズン 話数 | タイトル                  | 監督                         | 脚本                                                                                      | 放送日         | 製作 番号 |
| --- | ------------- | ------------------------- | ---------------------------- | ----------------------------------------------------------------------------------------- | -------------- | --------- |
| 1 | 1             | "12:00 a.m. – 1:00 a.m."  | スティーヴン・ホプキンス     | ロバート・コクラン & ジョエル・サーノウ                                                   | 2001年11月6日  | 1AFF79    |
| カリフォルニア州の大統領予備選前夜。ジャック・バウアー（キーファー・サザーランド）の娘のキム（エリシャ・カスバート）は友人と遊ぶために無断で家を出る。バウアーの妻のテリー（レスリー・ホープ）はキムを探しに出かけ、一方でジャックはCTUロサンゼルス支局に呼び出され、24時間以内に発生するとみられているデイビッド・パーマー上院議員（デニス・ヘイスバート）暗殺の計画を知らされる。バウアーはCTU内部に内通者が居ることを知らされる。パーマー上院議員はロサンゼルス内のホテルで不穏な電話を受ける。 |               |                           |                              |                                                                                           |                |           |
| 2 | 2             | "1:00 a.m. - 2:00 a.m."   | スティーヴン・ホプキンス     | ジョエル・サーノウ & マイケル・ロセフ                                                     | 2001年11月13日 | 1AFF01    |
| ジャックはCTU捜査官のリチャード・ウォルシュから彼がデイビッド・パーマー暗殺計画関係者から追跡されているという知らせを受けると娘を探す計画を棚上げした。ウォルシュは同じくCTU捜査官のスコット・ベイラーと会うが、彼は殺されてしまう。マンディ（ミア・カーシュナー）は暗殺計画主導者のアイラ・ゲインズ（マイケル・マッシー）に死亡した（大統領候補の）カメラマンのIDを渡す。テリーが捜索している間、キムは自分と女友達のジャネット・ヨーク（ジャッキー・マックスウェル）が危機的状況にあることを理解する。途中からジャネットの父親アラン・ヨーク（リチャード・バージ）も捜索に加わる。ジャックとウォルシュは暗殺者から逃げようとするがウォルシュは射殺され、その寸前に彼はジャックにCTUの内通者の情報が含まれるカードキーを渡す。 |               |                           |                              |                                                                                           |                |           |
| 3 | 3             | "2:00 a.m. - 3:00 a.m."   | スティーヴン・ホプキンス     | ジョエル・サーノウ & マイケル・ロセフ                                                     | 2001年11月20日 | 1AFF02    |
| ウォルシュのカードキーの解析結果はニーナ・マイヤーズ（サラ・クラーク）が内通者であることを示した。キムとジャネットは誘拐犯から逃げ出す一方、テリーとアランは捜索を続ける。 |               |                           |                              |                                                                                           |                |           |
| 4 | 4             | "3:00 a.m. - 4:00 a.m."   | ウィンリック・コルベ         | ロバート・コクラン                                                                        | 2001年11月27日 | 1AFF03    |
| ジャックはウォルシュのカードの情報を基に捜査を続ける。CTUではニーナ・マイヤーズとジェイミー・ファレル（カリーナ・アロヤヴ）がジョージ・メイソン（ザンダー・バークレー）の命令に反してジャックを助けることに決める。ジャネットは病院に搬送され、キムはゲインズへと引き渡される。 |               |                           |                              |                                                                                           |                |           |
| 5 | 5             | "4:00 a.m. - 5:00 a.m."   | ウィンリック・コルベ         | チップ・ヨハンセン                                                                        | 2001年12月11日 | 1AFF04    |
| パーマーはレポーターのモーリーン・キングスレー（デヴィカ・パリク）と会い、彼女は彼の息子のキース・パーマー（ヴィセラス・シャノン）が娘のニコール（メガリン・エキカンウォーク）を強姦した犯人を殺害したという情報源が2つあることを説明する。キムとリック（ダニエル・ベス）はゲインズのキャンプへと連れて行かれる。ジャックは車の中でゲインズに繋がる身元不明の遺体を発見する。アランとテリーはジャネットが手術を受けた病院で待っている。 |               |                           |                              |                                                                                           |                |           |
| 6 | 6             | "5:00 a.m. - 6:00 a.m."   | ブライアン・スパイサー       | ハワード・ゴードン                                                                        | 2001年12月18日 | 1AFF05    |
| ジャックとテリーは病院で再会し、ジャックは医師に誰もジャネットに近づけないように警告する。ゲインズはジャックに連絡してキムを誘拐したことを伝え、ジャックは彼の命令に従うことになる。テリーはキムを捜すためにアランと共に病院を出る。パーマーは家族全員が自分に隠し事をし続けていたことを知り、キングスレーが暴露する前に公表することを決意する。ジェイミーは遺体の身元確認を手伝い、ニーナは電話でテリーにそれが本物のアラン・ヨークであることを話し、一緒にいるアラン・ヨークが偽物であることを理解する。 |               |                           |                              |                                                                                           |                |           |
| 7 | 7             | "6:00 a.m. - 7:00 a.m."   | ブライアン・スパイサー       | アンドレア・ニューマン                                                                    | 2002年1月8日   | 1AFF06    |
| ゲインズの命令に従い、ジャックはCTUに戻ってカードキーの解読作業を妨害する。しかし、すぐにニーナらが妨害に気づいて疑われる。テリーは偽アランからの逃亡を試みるが、ゲインズの仲間たちによって捕らえられる。 |               |                           |                              |                                                                                           |                |           |
| 8 | 8             | "7:00 a.m. - 8:00 a.m."   | スティーヴン・ホプキンス     | ジョエル・サーノウ & マイケル・ロセフ                                                     | 2002年1月15日  | 1AFF07    |
| ニーナ・マイヤーズとトニー・アルメイダ（カルロス・バーナード）はジェイミーがCTU内部のスパイで、ゲインズと連絡を取り合っていることを突き止める。ゲインズの命令により、ジャックは機材を持ってパーマーが会見するサン・クラリタ発電所へと潜り込む。ジャックはテロリストたちが自分を暗殺犯に仕立て上げるつもりである事を理解する。 |               |                           |                              |                                                                                           |                |           |
| 9 | 9             | "8:00 a.m. - 9:00 a.m."   | スティーヴン・ホプキンス     | ヴァージル・ウィリアムズ                                                                  | 2002年1月22日  | 1AFF08    |
| シェリー・パーマー（ペニー・ジョンソン・ジェラルド）はモーリーン・キングスレーにスキャンダルを暴露しないように説得する。キムとテリーがゲインズのキャンプで様々な問題を抱えるあいだ、ジャックはシークレットサービスからの逃亡を余儀なくされる。ニーナとトニーはジェイミーから暗殺計画の詳細を聞き出そうとするが難航し、一旦部屋を出た後に戻ってくると彼女は手首を切って意識を失っている彼女が発見される。 |               |                           |                              |                                                                                           |                |           |
| 10 | 10            | "9:00 a.m. - 10:00 a.m."  | デイビス・グッゲンハイム     | ローレンス・ハーツォグ                                                                    | 2002年2月5日   | 1AFF09    |
| テリーは携帯電話を手に入れてジャックに電話をかけ、監禁場所の手がかりを与える。CTUではアルバータ・グリーン（タマラ・チュニー）が到着し、ジャックが逃亡中であることを職員たちに告げる。ジャックはジェイミーのコンピュータの情報に従い、ロサンゼルスの実業家のテッド・コフェルに近づく。 |               |                           |                              |                                                                                           |                |           |
| 11 | 11            | "10:00 a.m. - 11:00 a.m." | デイビス・グッゲンハイム     | ロバート・コクラン                                                                        | 2002年2月12日  | 1AFF10    |
| ジャックはコフェルのリムジンの運転手とすり替り、すぐさま家族の居場所を問い詰める。当初ジャックは何の情報も得られなかったが、コフェルの手首を折った際にセルビア語で罵られると一連の事件との繋がりを確信する。直後にコフェルは心臓発作で死亡する。その後ジャックはコフェルが連絡していたケビン・キャロル（アラン・ヨークになりすましていた男）に接触し、問い詰める。キャロルは自分の命を助けることと引き換えにジャックをテリーとキムの換金場所に連れていくことに同意する。ニーナとトニーはCTU内部の更なる内通者を警戒する。ゲインズの雇い主であるアンドレ・ドレーゼン（ジェリコ・イヴァネク）は用済みとなったテリーとキムの殺害を命じる。                                                                                         |               |                           |                              |                                                                                           |                |           |
| 12 | 12            | "11:00 a.m. - 12:00 p.m." | スティーヴン・ホプキンス     | ハワード・ゴードン                                                                        | 2002年2月19日  | 1AFF11    |
| ジャックはゲインズのキャンプに到着して家族と再会し、リックの助けを得てバンを手に入れる。ゲインズは意識不明のキャロルを発見し、ジャックの侵入を知る。ジャックたちはキャンプからの脱出に成功するがバンのタイヤを撃たれてしまう。ジャックとリックはゲインズの一味と銃撃を繰り広げるあいだ、テリーとキムは合流地点へと逃げる。リックは負傷するが、辛うじてジャックと共に逃げ切る。パーマーは息子のセラピストのジョージ・フェラガモと話そうとする際、秘密を守るために彼を殺そうとする者が内部にいることを知る。 |               |                           |                              |                                                                                           |                |           |
| 13 | 13            | "12:00 p.m. - 1:00 p.m."  | スティーヴン・ホプキンス     | アンドレア・ニューマン                                                                    | 2002年2月26日  | 1AFF12    |
| ジャックとゲインズは最後の戦いを繰り広げた末、ゲインズは死亡する。ジャック、テリー、キムはヘリでCTUへと運ばれる。リックはゲインズとの関わりを罪に問われるのを恐れ、逃亡する。パーマーは検事にフェラガモ博士の死について話すつもりであったが、 カール・ウェブ（ザック・グルニエ）により阻止される。CTUでは第2の暗殺者がロサンゼルスに到着しており、依然としてパーマーの命が危険にさらされていることにニーナが気づく。 |               |                           |                              |                                                                                           |                |           |
| 14 | 14            | "1:00 p.m. - 2:00 p.m."   | ジョン・カサー               | ジョエル・サーノウ & マイケル・ロセフ                                                     | 2002年3月5日   | 1AFF13    |
| キャロルを含むゲインズの傭兵一味の残党たちはアレクシス・ドレーゼン（ミーシャ・コリンズ）によって一掃される。ジャックはCTUに戻ったが、家族と過ごす許可を与えられなかった。トニーはアルバータとライアン・シャペル（ポール・シュルツ）にジャックの行動について知っていることを伝えるのを拒否した。ニーナは病院でキムとテリーを護衛するが、彼らが依然として標的となっていることを察する。パーマーはジャックと自分の繋がりを知ると、今日の彼の行動を問い詰めるためにCTUに行き、ジャックとの面会を要求する。 |               |                           |                              |                                                                                           |                |           |
| 15 | 15            | "2:00 p.m. - 3:00 p.m."   | ジョン・カサー               | マイケル・S・チャーヌチン                                                                 | 2002年3月12日  | 1AFF14    |
| ジャックとパーマーは顔を合わせる。パーマーは2年前に自身が許可したナイトフォール作戦にジャックが関わっており、彼がその際に部下を失った復讐を理由に自分を暗殺しようとしたのであると考えていた。その作戦の標的はビクター・ドレーゼンというコソボの男であった。ジャックは発電所での行動はゲインズに家族を人質にされたからであったとパーマーに説明する。2人は協力して自分たちへの復讐を企てている輩を探し始め、そしてナイトフォール作戦を手伝ったロバート・エリスの助けを得る。彼らはドレーゼンの息子が復讐を企てていることを知る。テリーは隠れ家での尋問で別居中のジャックとニーナの恋愛関係を知る。ドレーゼンの下で働く男は隠れ家を発見し、エリスを暗殺する。                                                                      |               |                           |                              |                                                                                           |                |           |
| 16 | 16            | "3:00 p.m. - 4:00 p.m."   | スティーヴン・ホプキンス     | ロバート・コクラン & ハワード・ゴードン                                                   | 2002年3月19日  | 1AFF15    |
| キースはカールと密会する。パーマーのアシスタントのエリザベス・ナッシュ（カーラ・ゼディカー）は交際中であったアレクシスの正体を知り、打ち明ける。テリーとキムは隠れ家を襲ってきたアンドレの部下から逃げる。 |               |                           |                              |                                                                                           |                |           |
| 17 | 17            | "4:00 p.m. - 5:00 p.m."   | スティーヴン・ホプキンス     | マイケル・S・チャーヌチン                                                                 | 2002年3月26日  | 1AFF16    |
| 記憶を失ったテリーは旧友を頼り、一方でキムはリックの家へ向かった。ジャックはエリザベスにおとり捜査を頼むが、その最中に彼女はアレクシスを刺す。アレクシスに救命処置を施している最中、彼の携帯電話に着信があり、ジャックはアレクシスのふりをして通話を始める。 |               |                           |                              |                                                                                           |                |           |
| 18 | 18            | "5:00 p.m. - 6:00 p.m."   | フレデリック・キング・ケラー | モーリス・ハーレイ                                                                        | 2002年4月2日   | 1AFF17    |
| デヴィッドとシェリーはキースの証拠を巡って衝突する。キムはリックの家でダン（マシュー・キャリー）の兄のフランク・アラード（エドアルド・バレリーニ）と遭遇する。ジャックはアレクシスのふりをして彼の取引相手に会い、その内容が送電線を止めることであることを知るが、過去にジャックと諍いを起こしたエージェントのテディによって彼は死亡する。テリーはフィル・パーロウ医師（ヴィンセント・エンジェル）と共にテロリストが潜む自宅へと戻ってしまう。 |               |                           |                              |                                                                                           |                |           |
| 19 | 19            | "6:00 p.m. - 7:00 p.m."   | フレデリック・キング・ケラー | ジョエル・サーノウ & マイケル・ロセフ                                                     | 2002年4月9日   | 1AFF18    |
| ジャックの家族が行方不明となっていることを知ったニーナは彼に伝えようとするが、任務に集中すべきと考えるメイソンによって妨害される。テリーは自宅で記憶を取り戻そうとし、そこへトレーゼンのテロリストが襲撃する。パーマーは記者会見でマスコミにキースのことを公表する。キムはフランクの麻薬取引の現場に居合わせたことで逮捕される。ジャックとメイソンはアレクシスが送電を止めようとした場所を調べる。 |               |                           |                              |                                                                                           |                |           |
| 20 | 20            | "7:00 p.m. - 8:00 p.m."   | スティーヴン・ホプキンス     | ロバート・コクラン & ハワード・ゴードン                                                   | 2002年4月16日  | 1AFF19    |
| キムは留置所へと連行され、警察は彼女の話を信じない。ジャックは国防省の秘密施設を発見してその警備チームに捕らえられ、テロリストがそこを狙っていることを責任者に警告する。ジャックは施設の者たちに武装させてドレーゼン一味の威嚇して撤退させ、ヘリで搬送されてきた囚人を無事収監する。ジャックは囚人の正体が2年前に殺したはずのビクター・ドレーゼンであったことを知り、衝撃を受ける。ジャックが攻撃が起こる前にドレーゼンを連れて施設から移動しようとした矢先、電力が遮断される。 |               |                           |                              |                                                                                           |                |           |
| 21 | 21            | "8:00 p.m. - 9:00 p.m."   | スティーヴン・ホプキンス     | ジョエル・サーノウ & マイケル・ロセフ                                                     | 2002年4月23日  | 1AFF20    |
| パーマーはカリフォルニア州だけでなく、全11州の予備選で勝利する。キムはメラニー（ナヴィ・ラワット）の証言により留置所を出る。ジャックたちはアンドレたちからの攻撃を受けてしまい、ジャックはCTUの部隊が来る前に人質となる。ドレーゼンたちは下水道を通って施設を脱出してジャックを殺そうとするが、ジャックはアレクシスがまだ生存していることを話して取引に持ち込む。 |               |                           |                              |                                                                                           |                |           |
| 22 | 22            | "9:00 p.m. - 10:00 p.m."  | ポール・シャピロ             | ジョエル・サーノウ & マイケル・ロセフ                                                     | 2002年5月7日   | 1AFF21    |
| シャペルがジャックのためにアレクシスを解放するのを拒否すると、ニーナはパーマーに助けを求める。パーマーとキャンペーン職員のパティ・ブルックス（ターニャ・ライト）は祝賀パーティーを抜け出す。キムはジャックの知らない間にテロリストに捕まる。 |               |                           |                              |                                                                                           |                |           |
| 23 | 23            | "10:00 p.m. - 11:00 p.m." | ポール・シャピロ             | ロバート・コクラン & ハワード・ゴードン                                                   | 2002年5月14日  | 1AFF22    |
| パーマーはシャペルの命令を覆し、アレクシスをジャックと交換させる。港ではアンドレとビクター・ドレーゼン（デニス・ホッパー）が負傷して生死を彷徨うアレクシスを回復させようとする。パーマーはパティがシェリーの差金で自分に近づいて来たことを見抜いており、解雇する。ドレーゼンたちはキムを人質にしてジャックを再び操り、パーマーを暗殺させようとする。キムは監禁されている倉庫から脱出し、水中へと飛び込む。アンドレはCTUの内通者と電話し、最新の情報を得る。内通者はニーナ・マイヤーズであることが明かされる。 |               |                           |                              |                                                                                           |                |           |
| 24 | 24            | "11:00 p.m. - 12:00 a.m." | スティーヴン・ホプキンス     | 脚本: ジョエル・サーノウ & マイケル・ロセフ 原案: ロバート・コクラン & ハワード・ゴードン | 2002年5月21日  | 1AFF23    |
| パーマーは妻のシェリーへ離婚を告げる。ニーナはドレーゼンと共謀し、ジャックにキムの遺体が水辺で発見されたと言って罠に嵌めようとする。ジャックは港へ向かい、ドレーゼン一味との死闘を繰り広げる。ニーナは逃亡計画を聞いてしまったテリーを捕らえる。ドレーゼン一味を全滅させたジャックはニーナから聞いたキム死亡の情報が嘘であったを知り、そしてジェイミーを殺害する彼女が映る監視ビデオを見て内通者であることを知る。CTUに戻ったジャックはニーナの逃亡を食い止め、キムと再会する。さらにテリーを探すジャックであったが、見つかったのはニーナに殺害された彼女の姿であった。画面は死んだ妻を抱きかかえながら号泣するジャックを写しつつゆっくりと暗転する。                                                                           |               |                           |                              |                                                                                           |                |           |

## 製作
第1シーズンでは以後の全シーズンで使用されるスプリットスクリーンが導入される。編集技師たちは当初、オーバーラップさせるために別々のキャラクターを表示するボックスを望んだが、スティーヴン・ホプキンスはこれを使わなかった。脚本家たちは最終回のテリー・バウアーの死を意図的に隠したがった。キャストに結末を悟られないために3つのエンディングが撮影されており、そのうち2つはテリーが生存するものであった。

### 予告編
第1シーズンの予告編は2001年4月から11月のあいだに放送された。予告編ではデイビッド・パーマーが史上初の黒人大統領になる可能性があり、またジャック・バウアーが大統領暗殺計画と自身の所属機関の腐敗を知ることが示されている。アメリカ同時多発テロ事件の発生を考慮し、予告編からは飛行機爆破のシーンが削除された。

## 評価
第1シーズンはMetacriticでは27件のレビューで加重平均値は88/100となった。キーファー・サザーランドはゴールデングローブ賞テレビシリーズ主演男優賞（ドラマ部門）とサテライト賞テレビシリーズ主演男優賞（ドラマ部門）を獲得した。2009年、第1シーズン最終回の「11:00 p.m. - 12:00 a.m.」は『TV Guide』の歴代トップエピソード100で10位に選ばれた。

### 受賞とノミネート
| 主催                     | 部門                                           | 候補 | 結果       |
| ------------------------ | ---------------------------------------------- | --- | ---------- |
| プライムタイム・エミー賞 | 作品賞 (ドラマ部門)                            | ロバート・コクラン、ハワード・ゴードン、ブライアン・グレイザー、スティーヴン・ホプキンス、トニー・クランツ、ジョエル・サーノウ、サイラス・ヤヴネ | ノミネート |
| プライムタイム・エミー賞 | ドラマシリーズ主演男優賞                       | キーファー・サザーランド | ノミネート |
| プライムタイム・エミー賞 | ドラマシリーズ監督賞                           | スティーヴン・ホプキンス | ノミネート |
| プライムタイム・エミー賞 | ドラマシリーズ脚本賞                           | ロバート・コクラン、ジョエル・サーノウ | 受賞       |
| プライムタイム・エミー賞 | シングルカメラシリーズ編集賞                   | クリス・ウィリンガム | 受賞       |
| プライムタイム・エミー賞 | シングルカメラシリーズ編集賞                   | デヴィッド・トンプソン | ノミネート |
| プライムタイム・エミー賞 | シングルカメラシリーズ美術監督賞               | カルロス・バルボッサ、ティム・ビーチ、エレン・ブリル | ノミネート |
| プライムタイム・エミー賞 | ドラマシリーズキャスティング賞                 | デビ・マンウィラー | ノミネート |
| プライムタイム・エミー賞 | シリーズ作曲賞（ドラマティックアンダースコア） | ショーン・キャラリー | ノミネート |
| プライムタイム・エミー賞 | シングルカメラシリーズ音響賞                   | ウィリアム・ゴック、マイク・オルマン、ケン・コベット | ノミネート |
| ゴールデングローブ賞     | ドラマシリーズ賞                               | | ノミネート |
| ゴールデングローブ賞     | ドラマシリーズ主演男優賞                       | キーファー・サザーランド | 受賞       |
| 全米映画俳優組合賞       | ドラマシリーズ男優賞                           | キーファー・サザーランド | ノミネート |
| 全米映画俳優組合賞       | ドラマシリーズアンサンブル賞                   | ザンダー・バークレー、カルロス・バーナード、ジュード・チコレッラ、サラ・クラーク、エリシャ・カスバート、ミシェル・フォーブス、ローラ・ハリス、デニス・ヘイスバート、レスリー・ホープ、ペニー・ジョンソン・ジェラルド、フィリップ・ライズ、キーファー・サザーランド、サラ・ウィンター | ノミネート |
| サテライト賞             | ドラマシリーズ賞                               | | 受賞       |
| サテライト賞             | ドラマシリーズ男優賞                           | キーファー・サザーランド | 受賞       |
| 全米監督協会賞           | ドラマシリーズ監督賞                           | スティーヴン・ホプキンス | ノミネート |
| テレビ批評家協会賞       | 新番組賞                                       | | 受賞       |
| テレビ批評家協会賞       | 番組賞                                         | | 受賞       |
| テレビ批評家協会賞       | ドラマ番組賞                                   | | ノミネート |
| テレビ批評家協会賞       | ドラマ個人賞                                   | キーファー・サザーランド | ノミネート |